# Spirographis januarii
Spirographis januarii är en ringmaskart som beskrevs av Henrik Nikolai Krøyer 1856. Spirographis januarii ingår i släktet Spirographis och familjen Sabellidae. Inga underarter finns listade i Catalogue of Life.